# 삼성SDS 신주인수권부사채 저가 배정 사건
삼성SDS 신주인수권부사채 저가 배정 사건 또는 삼성SDS 신주인수권부사채 편법 증여 사건은 삼성그룹의 회장인 이건희가 아들 이재용에게 경영권을 인계하기 위해 삼성SDS의 신주인수권부사채를 이재용에게 배정한 사건이다. 1심과 항소심에서 무죄가 선고되었으나, 대법원에서는 유죄취지로 파기환송했다.

## 같이 보기
- 삼성 비자금 관련 폭로